# Limba hitită

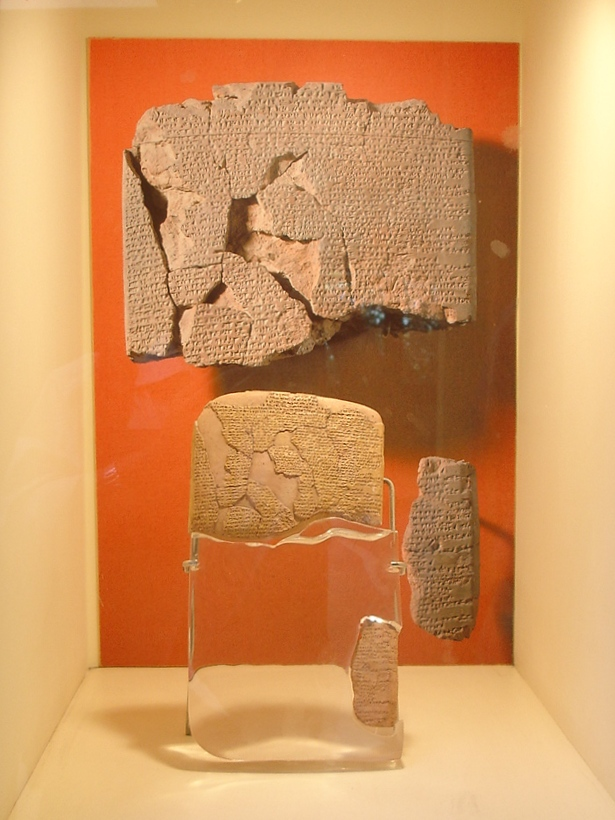
Tăbliță conținând tratatul de la Qadesh dintre hitiți și egipteni (1269 î.Hr.)

Limba hitită (în hitită: 𒉈𒅆𒇷 nešili) este o limbă moartă, indo-europeană, ramura anatoliană, care a fost vorbită de hitiți. Este de fapt cea mai recentă limbă indo-europeană descoperită (în 1916, a fost descifrată de lingvistul ceh Bedřich Hrozný). Acesta a încradrat limba hitită în grupul lingvistic centum. Este considerată, de asemenea, cea mai veche limbă indo-europeană.
A fost foarte răspândită în Asia Mică, având rol de limbă nobilă.
S-au păstrat multe tăblițe datând din sec. 19-14 î.e.n., descoperite la Boğaz Köy, în Turcia. Textele reprezintă cea mai veche atestare a unei limbi indo-europene.

## Fazelelimbii hitite
Fazele prin care a trecut limba hitită sunt: hitita veche, hitita mijlocie și neo-hitita. Verbele în limba hitită sunt flexionare în legătură cu două clase: conjugarea ,,mi” și conjugarea ,,hi”. Există două diateze( activă și mediopasivă), două modurui( indicativ și pasiv) și două timpuri( prezent și preterit). Există și câteva nume verbale, numite infinitiv 1 și 2, supin și substantiv verbal, la fel ca și participiul, de sens pasiv cu sensul de verb tranzitiv și activ cu sens pentru verbele intranzitive.

## Gramatică

### Verbul

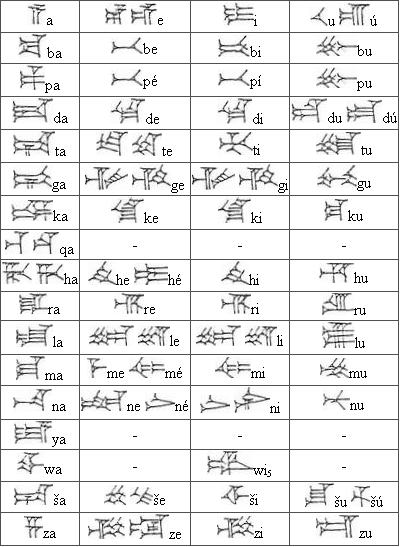
Cuneiforme hitite

Hitita este cunsocută ca având un sistem verbal mai simplu decât alte limbi indo-europene, precum sanscrita sau greaca antică.
Verbul avea următoarele sufixe:
-,,-ahh-” care înseamnă ,,ceea ce înseamnă cuvântul de bază” sau ,,a duce la aceeași structură”. Exemple de astfel de verbe sunt: ,,sarazziyahh-”=,,a pune în partea de sus”( ,,sarazzi”=,,sus”)
-,,-annāi-”, exprimă o persistență, de exemplu ,,iya-”= ,,a merge”; ,,iyannāi-”=,,a marșa continuu”
-,,-sk-”
-,,-es-”
-,,-nu-”
-,,-nin-”
Inflexiunea:
Diateza activă- la indicativ prezent
-Conjugarea mi:
-singular 1: -mi
-singular 2: -si
-singular 3: -zi
-plural 1: -weni
-plural 2: -teni
-plural 2: -anzi
-Conjugarea hi:
-singular 1: -hi (-ahhi)
-singular 2: -ti
-singular 3: -i
-plural 1: -weni
-plural 2: -teni
-plural 3: -anzi
Diateza mediopasivă-la indicativ prezent:
-Conjugarea mi:
-singular 1: -hahari(hari, ha)
-singular 2: -tati(ta)
-singular 3: -tati(ta)
-plural 1: -wastati(-wasta)
-plural 2: -duma(-dumari)
-plural 3: -antari(-anta)
-Conjugarea hi are la diateza mediopasivă aceleași forme ca și conjugarea mi, atât la singular, cât și la plural
Diateza activă- la indicativ preterit:
-Conjugarea mi:
-singular 1: -un (-nun)
-singular 2: -s(-t, -ta)
-singular 3: -t(-ta)
-plural 1: -wen
-plural 2: -ten(-tin)
-plural 3: -er(-ir)
-Conjugarea hi:
-singular 1: -hun
-singular 2: -s(-ta,-sta)
-singular 3: -s(-ta,-sta)
-plural 1: -wen
-plural 2: -ten(-tin)
-plural 3: -er(-ir)
Diateza mediopasivă-la indicativ preterit:
-conjugarea mi
-singular 1: -hahat(i) (-hat(i))
-singular 2: -tat(i) (-ta)
-singular 3: -tari (-ta)
-plural 1: -wastat
-plural 2: -dumat
-plural 3: -antat(i)
-Conjugarea hi:
-singular 1: -hahari (-hari)
-singular 2: -tati (-ta)
-singular 3: -ari (-a)
-plural 1: -wastati (-wasta)
-plural 2: -duma
-plural 3: -antari (-anta)
Diateza activă- la imperativ:
-conjugarea mi:
-singular 1: -(a)llu
-singular 2: -(-i, -t)
-singular 3: -du
-plural 1: -weni
-plural 2: -en (-tin)
-plural 3: -andu
-conjugarea hi:
-singular 1: -allu
-singular 2: -(-i)
-singular 3: -u
-plural 1: -weni
-plural 2: -ten (-tin)
-plural 3: -andu
Diateza mediopasivă- la imperativ:
-conjugarea mi:
-singular 1: -haharu (-haru)
-singular 2: -hut(i)
-singular 3: -taru
-plural 1: -
-plural 2: -dumat(i)
-plural 3: -antaru
-conjugarea hi:
-singular 1: -haharu (-haru)
-singular 2: -hut(i)
-singular 3: -aru
-plural 1: -
-plural 2: -dumat(i)
-plural 3: -antaru
Substantiv verbal:
-war
Infinitiv:
I: -wanzi
II: -anna
Supin:
-wan
Participiu:
-ant
Originile conjugării mi merg către terminațiile active ale limbii proto-indo-europene *-mi, *-si, *-ti.Despre conjugarea hi, Jay H. Jasanof este de părere că derivă din sistemul proto-indo-european al verbelor cu ,,i-” la prezent și cu *ē/é la apofonie.

### Vocalele
Limba hitită are cinci vocale scurte: a,e,i,u și ú , iar hitita veche avea trei foneme vocale lungi.

## Listă de cuvinte din limba hitită
ab-casă
aka-a ridica
aku- a bea
alpā--nor
annanu-a învăța
ant-cald
appa-după, înapoi, din nou
appezziyan-după
ars-a curge
asawar-incintă
arsaniya-a invidia
ardāla-zicală, proverb
arrūsa pāwar-a merge
asessar-populație,cult
aska-: casă
atta-: tată
attalla-patern
au- a vedea
assuwātar-bunătate
astayarātar-păcat
azzikk-: a mânca din nou
ba-latar
ba-acesta
be-complet
bi-a întreba
bu-acesta
bur-flux, debit
dā-a lua
daganzipa- pământ
dāliya-a trăi
E-probabil ,,zeu”
ehu-aici
eku-a bea
es-trei
essar=eshar-,,sânge”
esri-a se uita
ediz-acest
ga,gam-escroc
Gal-cheie
Gam-cucerire
Gar-a face
Gi-a citi
gimmant-:iarnă
Go,gon-sceptru
Gu-cuvânt, a vorbi
Gug-luptă
hahhal-: probabil tufiș
hāliya- a îngenunchea
hanna- bunică
hanna-a judeca
hand-onest
haluga—mesaj
handandatar-miracol
happar-comerț
pittalwa- : simplu
sahhan- :tribut
sāi-: a merge
sak-: a ști
samen-: a abandona
sanezzi-:bun
sānt- :furios
KUŠsarpassi-:pernă
sasta-:pat
si- : acesta
happiriya-oraș
parā handanda- a face miracole
I-unu
Iak-și
Iede-lună
Is-aici
ishā-:maestru
UDUiyant-oaie
irma- :bolnav
isheni-:păr
ispant-:noapte
iwaruwa—moștenitor
Ka- a citi
Kas-doi
Kazin-iepure
Khar-a scrie
La-tăblțiă
lak—a înclina
lāman—nume
lelaniya- :a se grăbi
link-:a jura
markiya-:dispreț
mahhan-când
mayandatar-bărbăție
malk- : a se roti
mān :dacă
mekk(i)-:mare
milit(t)-:miere
marsah-a putrezi
memāi-:a vorbi
mene-: față
mīti- :roșu
muwa-: împrumutat din akkadianul mut(t)allu-eroic
melt-:a rosti
nannā- : a conduce
nanakussiyant- : întunecat
nega-: soră
newah- :a reînnoi
nuntara- : rapid
nūwān-:niciodată
pahs-a proteja
papres- : a deveni impur
parāi-:a sufla
parh-: a persecuta
pargatar: înălțime
parku- : înalt
parnant- :casă
paskuwāi-: a ignora
sahhan-:tribut
saklāi-:regulă
sakunni-:bine
sānt- : furios
LÚsapasalli- : spion
suwant- : complet
tāya- a jefui
taksan : împreună
takku : dacă
tamas-: a apăsa
tarkuwa- :a fi furios
taru-: pădure, lemn
tuzziyant-: armată
uesk-: a implora
ur-: război
uwa-: a veni
uwatar -vizită
uzuhri- :iarbă
walhannāi- :a lovi
warra- : a ajuta
was- : a cumpăra
weh-: a muta
wes- :noi
wesi- : pășune
widār : apă
zahhāi-bătălie
zanu-:a găti
zenna-: a termina
zinna- : a finaliza
GIŠzuppari- : torță